# Dny v týdnu

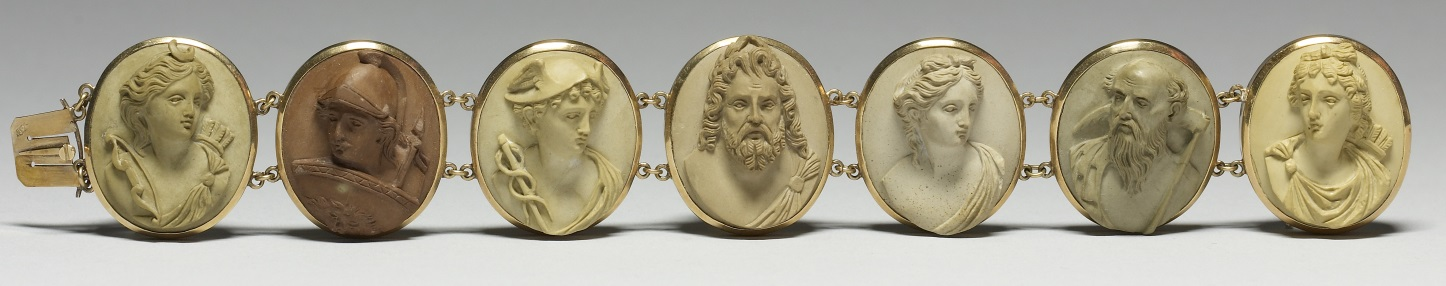
Náramek představující olympské bohy jako alegorie dnů v týdnu: Diana jako Měsíc – pondělí, Mars – úterý, Merkur – středa, Jupiter – čtvrtek, Venuše – pátek, Saturn – sobota a Apollón jako Slunce – neděle (Walters Art Museum)

Názvy sedmi dnů v týdnu označují určitý den v rámci týdnu v neměnném pořadí od prvního do sedmého. Toto pořadí se neustále opakuje:
- pondělí
- úterý
- středa
- čtvrtek
- pátek
- sobota
- neděle

Od roku 1978 je po rozhodnutí OSN [zdroj?] pondělí mezinárodním prvním dnem v týdnu, neděle společně se sobotou jsou dny pracovního klidu.
Dny od pondělí do soboty jsou obecně pracovní dny, neděle je pak zvláště hájeným dnem pracovního klidu.

## Pořadové číslo dne v týdnu
Ve světě panuje nejednota v tom, který den je první den v týdnu. V několika muslimských zemích jde o sobotu, ve zbytku světa se používá konvence "Sunday first" (neděle první) či "Monday first" (pondělí první). Většina Ameriky a část Afriky a Asie používá konvenci "Sunday first", vycházející z židovské (a následně křesťanské) tradice. V Česku, stejně jako v Evropě, Oceánii a zbytku Asie a Afriky se používá "Monday first".
Přestože mezinárodní norma ISO 8601 stanovuje pondělí jako den s pořadovým číslem 1, jde jen o doporučení a není ho často dbáno. Příkladem může být kancelářský balík Office americké společnosti Microsoft, který i v české lokalizaci používá číslování počínající nedělí. Problémy to může činit také u jízdních a letových řádů, kde se dny značí jen svým číslem.

## Pojmenování jednotlivých dnů
České názvy dnů:
- Pondělí – den po neděli
- Úterý – pochází ze staročeského výrazu vterý (= druhý) či od jména Týr
- Středa – střed týdne
- Čtvrtek – čtvrtý den týdne (slovanský pobaltský název perundan ještě připomíná boha Peruna)
- Pátek – pátý den týdne
- Sobota – z hebrejského výrazu sabat
- Neděle – sváteční den odpočinku (nedělání)

V Babylonii bylo sedm dní týdne pojmenováno podle planet geocentrické sféry viditelných pouhým okem (Slunce, Měsíc, Mars, Merkur, Jupiter, Venuše, Saturn). Stejných názvů se tedy používalo zároveň k pojmenování bohů. Jména, stejně jako uctívání bohů, byla převzata Řeky a Římany, od nich tento systém převzali později také Germáni a Slované, kteří si jména upravili podle svých božstev.
Anglické názvy dnů tedy odrážejí germánskou mytologii
- Monday – Mani
- Tuesday – Týr
- Wednesday – Ódin
- Thursday – Thór
- Friday – Freya
- Saturday – Saturn, Lugh
- Sunday – Sol

## Symboly pro dny v týdnu
Již od středověku se v astronomii a astrologii používaly odpovídající symboly planet také pro dny v týdnu. V církevní literatuře až do 18. století pro všední dny nacházíme tyto symboly. Pro neděli se však nepoužíval symbol Slunce, nýbrž „Dom.“ či „dies dominica“.
| neděle        | pondělí                  | úterý        | středa         | čtvrtek         | pátek         | sobota         |
| Symbol slunce | Symbol rostoucího měsíce | Symbol Marsu | Symbol Merkura | Symbol Jupitera | Symbol Venuše | Symbol Saturna |
| Slunce        | Měsíc                    | Mars         | Merkur         | Jupiter         | Venuše        | Saturn         |